# 勒米库尔
勒米庫爾（法語：Remicourt，法語發音：[ʁəmikuʁ] ⓘ）是比利时瓦隆大区列日省瓦雷姆區的一个市镇，通行法语，是比利时法语社群的一部分，面积22.58平方千米，人口5,904人（2018年1月1日）。